# مورفة أورورا
مورفة أورورا (الاسم العلمي:Morpho aurora) هي نوع من الحشرات يتبع جنس المورفة من فصيلة الحورائيات.